# 恩歷克·卡拉斯高
恩歷克·費拉拿·卡拉斯高（法語：Yannick Ferreira Carrasco；1993年9月4日—），是一名比利時職業足球員，現時效力艾沙比，同時是比利時國家足球隊成員。司職翼鋒。
2010年，卡拉斯科於摩納哥開始其職業生涯，為球會於各項賽事上陣105場，攻入20球，贏得法國乙組足球聯賽冠軍，並於次季升班後取得法國甲組足球聯賽的次名。2015年，他以2000萬歐元轉會至西班牙甲組足球聯賽俱樂部馬德里競技，曾代表球隊於歐洲聯賽冠軍盃決賽上陣並攻入1球。
在國家隊方面，卡拉斯科於2015年3月首次代表比利時國家足球隊上陣，曾入選2016年歐洲國家盃比利時隊的大軍名單。

## 球會生涯

### 摩納哥
卡拉斯科在2010年從比利時俱樂部亨克加盟摩納哥。他在2012年7月30日於法乙聯賽正式替摩納哥展開其職業生涯首場比賽，對手是杜亚斯。他在這次比賽中打入一記精彩的定位球協助摩納哥以4:0大勝對手。2013年4月13日，他在摩納哥對陣歐塞爾的比賽中再打進兩球，協助俱樂部以2:0擊敗對手。在摩納哥的首個賽季，卡拉斯科為俱樂部上場27次和打進6球，協助摩納哥重返法甲。
他在2013年10月5日對陣聖伊天的比賽中打進自己首個法甲進球，接應哈梅斯·罗德里格斯的傳球進射球門，協助摩納哥以2:1擊敗對手。他在同年10月20日對陣索肖的賽事中開賽10分鐘內梅開二度，協助摩納哥以2:2逼和對手。
2015年2月25日，歐洲冠軍聯賽16強首回合摩納哥3:1擊敗兵工廠的比賽，卡拉斯科在下半場75分鐘以補替身份入替迪米塔尔·贝尔巴托夫並打進最後一個進球。

### 馬德里競技
2015年7月10日，馬德里競技宣布簽署五年合約，轉會費用為2000萬歐元。在十月十八日，他以一場2-0戰勝皇家蘇斯達的勝利，取得了他的第一個進球。
在2016年5月28日，在聖西路球場歐冠冠軍決賽中替補奧古斯托·費爾南德斯，卡拉斯科在中79分鐘打進了皇馬，但最後馬體會輸了點球。（皇馬憑爭議性越位進球令法定時間賽和1-1）他是第一位在歐冠決賽中得分的比利時人。
在2016年10月15日，他在格拉納達CF的7-1戰中打進了他的第一個帽子戲法。

### 大连一方
2018年3月，卡拉斯科同队友尼古拉斯·蓋坦一起加盟大连一方俱乐部。在赛季中，表现出色，带领大连一方成功保级。但曾与队友晋鹏翔发生冲突，赛季结束后晋鹏翔转会。
2019年6月，他在接受采访时表示希望回到欧洲踢球，请求大连一方成全，甚至一度拒绝参加球队训练和比赛。队友于子千在微博上批评他耍大牌，训练态度不端正，引发大连球迷讨论。事后，卡拉斯科和于子千双双被大连一方停训、罚款，之后二人因“认错态度良好”被解除停训。

### 重返馬德里競技
2020年1月31日，馬德里體育會宣布借用卡拉斯高，為期半年，相隔兩年後重返西甲。
2020年11月21日，卡拉斯科以球隊主場1-0擊敗巴塞羅那的比賽踢進了正式回歸馬德里競技的第二次進球。
2020年1月31日，卡拉斯科暂时回到了马德里竞技，直到本赛季结束。

### 在沙特出名
2023年,沙特阿拉伯为了效仿英超和以前亚洲最著名的中超的提升沙特足球职业化，看了C罗特意离开东家曼联的加入，正式邀请卡拉斯高与几万世界级球星放在沙特效力。
2020年9月8日，馬德里體育會宣布正式買斷卡拉斯高，簽下四年合約。

## 俱樂部數據
最後更新：2015年5月23日
|          |          |                  | 聯賽 | 聯賽 | 盃賽   | 盃賽   | 聯賽盃     | 聯賽盃     | 洲際 | 洲際 | 總計 | 總計 |
| 賽季     | 俱樂部   | 聯賽             | 上場 | 進球 | 上場   | 進球   | 上場       | 進球       | 上場 | 進球 | 上場 | 進球 |
| 法國     | 法國     | 法國             | 聯賽 | 聯賽 | 法國盃 | 法國盃 | 法國聯賽盃 | 法國聯賽盃 | 歐洲 | 歐洲 | 總計 | 總計 |
| -------- | -------- | ---------------- | ---- | ---- | ------ | ------ | ---------- | ---------- | ---- | ---- | ---- | ---- |
| 2012–13  | 摩納哥   | 法國足球乙級聯賽 | 27   | 6    | 2      | 0      | 2          | 2          | –    | –    | 31   | 8    |
| 2013–14  | 摩納哥   | 法國足球甲級聯賽 | 18   | 3    | 4      | 1      | 0          | 0          | –    | –    | 22   | 4    |
| 2014–15  | 摩納哥   | 法國足球甲級聯賽 | 36   | 6    | 4      | 0      | 2          | 1          | 10   | 1    | 52   | 8    |
| 生涯總計 | 生涯總計 | 生涯總計         | 81   | 15   | 10     | 1      | 4          | 3          | 10   | 1    | 105  | 20   |

## 榮譽

### 俱樂部
摩納哥
- 法國乙組足球聯賽冠軍：2012-13賽季

 馬德里競技
- 西班牙足球甲级联赛冠軍：2020–21賽季[9]

### 國家隊
比利時
- 國際足總世界盃季軍：2018年

## 外部連結
- 恩歷克·費拉拿·卡拉斯高 （页面存档备份，存于） - Topforward
- 在摩納哥的球員檔案
- Soccerway資料庫：恩歷克·卡拉斯高